# Слаковце
Слаковце (алб. Sllakoc) је насеље у општини Вучитрн, Косово и Метохија, Република Србија. Село је након 1999. познато и како Грикеза (алб. Grykëzë). Према попису становништва из 2011. године, село је имало 263 становника, већину становништва чинили су Албанци.

## Географија
Слаковце је планинско село збијеног типа, са листопадном шумом, ливадама и пашњацима те погодује сточарству, оранице у равници са плодном луконом на којој успевају све житарице, поврће и воће. Село је смеештено на падинама огранака Копаоника, на Слаковачкој реци, око 18 км североисточно од Вучитрна.

## Историја
У 18. веку село су обновили Срби Дробњаци, који су затекли у рушевинама цркву св. Арханђела Стефана, са старим српским гробљем око цркве, које нису обнављали. Своје ново гробље су основали у подножју Орловог брега, на западној страни села. Атанасије Урошевић у књизи "Косово насеобине и порекло", на страни 93, наводи како му је 1935. године испричао један седамдесетогодишњак да су за последњих деценија турске владавине Албанци убили у овом селу 17 људи, колико је он памтио, затим 1919. качаци су напали село и убили 5 људи, а у Другом светском рату 4 човека. Подносећи ове жртве и љачку, Слаковчани се нису раселили. Сепаратистичка власт у СФРЈ успела је да их расели. Поред штета и насртаја, укинули су им школу у селу 1958. Ђаци су морали да иду у суседно село Цецелију, док и ову школу нису укинули 1963. године. Ђаци настављају да иду у Самодрежу, удаљену од Слаковца 4 км. Године 1965. укидају основну школу и у Самодрежи на српском језику. Овим ђацима је једино било преостало да иду у Ново Село Мађунско, које је удаљено 15 км, што је било немогуће.
По овом оствареном сепаратистичком сценарију, Слаковчани су 1965. и 1966. сви до једног исељавају, продајући своја имања Албанцима пошто-зашто. После њиховог исељавања, Албанци су порушили надгробне споменику у њиховом гробљу, а неки су споменике уградили у зграде место камена.

## Порекло становништва по родовима
Подаци из 1935. године.
- Дробњаци (18 кућа, Ђурђевдан). Старином су из Дробњака, доцније живели у Пресекама (Ст. Колашин), одакле су се доселили у 18. веку. Појасеви у 1935. уназад: Милош (70 година), Миладин, Жива, Радисав, Стојан, Стеван. Доселио се неко пре Стевана, само отац, деда или ко други, не знају.

## Учесници ослободилачких ратова 1912—18
- Живић Блажо, погинуо у Колубарској бици
- Живић Миломир, Колубарска битка
- Костић Милорад, Колубарска битка
- Трифуновић Милан, акт. капетан, Колубарска биткау
- Трифуновић Димитрије, Солунски фронт
- Трифуновић Тодосије, одбрана Београда
- Раденковић Милун, Церска битка
- Раденковић Филип, погинуо у одбрана Београда
- Живић Сибин, погинуо у Колубарској бици

## У логорима и заробљеништву 1941—45
- Спасић Данило, Немачка

## Учесници Другог светског рата (1941—47)
- Живић Бранко
- Живић Ђорђе
- Живић Љубомир
- Живић Милан
- Перић Богдан
- Перић Јеротије
- Трифуновић Радомир
- Трифуновић Светислав[4]

## Жртве Другог светског рата
- Перић Лепосава, са супругом 1942. у кући, од балиста
- Перић Манојло, са супругом 1942. у кући, од балиста
- Перић Сава, у воденици 1919. од качака
- Спасић Милоје, 1941. као војник у Вараждину од усташа
- Спасић Светислава, 1919. у својој кући, од качака
- Спасић Цветко, 1944. на њихи од балиста
- Костић Алимпије, 1912. на њиви од балиста
- Раденковић Вукоје, 1944. на њиви од балиста
- Раденковић Цако, 1912. у селу, од качака
- Трифуновић Младен, 1919. у кући, од качака

## Одсељени 1941—93
- Димитријевић Сава 1966, са 6 члана, централна Србија, Ресник,Београд
- Живић Бранко 1966, са 2 члана, Србија
- Живић Ђорђе 1966, са 11 члана, Грачаница
- Живић Живојин 1966, са 5 члана, Обилић
- Живић Љубомир 1966, са 7 члана, Гојбуља
- Живић Милан 1966, са 4 члана, Дрваре
- Живић Миодраг 1966, са 7 члана, Обилић
- Перић Богдан 1952, са 2 члана, Краљево
- Перић Владимир 1966, са 5 члана, Косово Поље
- Перић Илија 1966, са 7 члана, Куршумлија
- Перић Јеротије 1966, са 7 члана, Дрваре, Трстеник
- Перић Љумобир 1964, са 2 члана, Вучитрн
- Костић Секула 1962, са 12 члана, Прилужје
- Раденковић Вукоје 1960, са 3 члана, Чачак
- Раденковић Мијо 1960, са 5 члана, Вучитрн
- Раденковић Милодарка 1960, са 2 члана, Вучитрн
- Спасић Данило 1966, са 6 члана, Дрваре, Крагујевац
- Спасић Стана 1965, са 3 члана, Косово Поље
- Спасић Ранко 1966, са 5 члана, Прилужје
- Трифуновић Радомир 1960, са 7 члана, Вучитрн
- Трифуновић Светислав 1960, са 8 члана, Вучитрн
- Живић Мирослав 1966, са 8 члана, Краљево

Свега 22 домаћинстава са 124 чланова. Сада у овом селу живе само Албанци.

## Демографија
| Година       | 1948 | 1953 | 1961 | 1971 | 1981 | 1991 | 2011 |
| ------------ | ---- | ---- | ---- | ---- | ---- | ---- | ---- |
| Становништво | 122  | 124  | 119  | 188  | 196  | 218  | 263  |

|  |